# Crosby (Dakota del Norte)
Crosby es una ciudad ubicada en el condado de Divide en el estado estadounidense de Dakota del Norte. En el censo de 2010 tenía una población de 1070 habitantes y una densidad poblacional de 301,11 personas por km².

## Geografía
Crosby se encuentra ubicada en las coordenadas 48°54′59″N 103°17′49″O / 48.91639, -103.29694. Según la Oficina del Censo de los Estados Unidos, Crosby tiene una superficie total de 3.55 km², de la cual 3.55 km² corresponden a tierra firme y (0%) 0 km² es agua.

## Demografía
Según el censo de 2010, había 1070 personas residiendo en Crosby. La densidad de población era de 301,11 hab./km². De los 1070 habitantes, Crosby estaba compuesto por el 98.13% blancos, el 0.28% eran afroamericanos, el 0.47% eran amerindios, el 0.28% eran asiáticos, el 0% eran isleños del Pacífico, el 0.09% eran de otras razas y el 0.75% pertenecían a dos o más razas. Del total de la población el 1.87% eran hispanos o latinos de cualquier raza.